# 高昌寺
高昌寺（こうしょうじ）は、愛媛県内子町城廻にある寺院。八日市護国地区（国の重要伝統的建造物群保存地区）の最上部に位置している。山号は護国山、宗派は曹洞宗、本尊は聖観音菩薩。新四国曼荼羅霊場の第五十番札所である。
御詠歌：涅槃会の　祭りは今も　尚続く　町並み臨む　楠の木の寺

## 概要・歴史
嘉吉元年（1441年）に防州の大功円忠が常久寺の地に浄久寺を創建した。天文2年（1535年）のとき、曽根高昌がその寺に帰依し寄進し、現在地に移転して堂塔伽藍を整備、彼の死後、護国山高昌寺に改称し、隆盛を誇り末寺24ケ寺となった。文化4年（1807年）、失火により諸堂は灰燼と化すも、本尊と開創の像と山門は難を逃れる。翌年直ちに再建に取り掛かる。その時、大洲藩主加藤泰興の寄進により復活を果たし、現在にいたる。なお、その再建の際、柳沢村の良質の楠木を賜り各所に使用したため、別名楠木寺と呼ばれる。伽藍配置が本山永平寺に似ていることから、伊予のミニ永平寺とも称される。

## 伽藍
- 山門
- 中雀門
- 仏殿（本堂）： 大雄殿ともいう。本尊(聖観音)と両脇佛(毘沙門天・不動明王)を拝顔できる。
- 開山堂：本堂の背後に続いている。
- 選仏場（禅堂）：向って左
- 勧学寮：向かって右
- 方丈
- 鐘楼
- 涅槃仏：山門前の境外にあり、平成10年（1998年）11月建立、長さ10m重量200ｔ

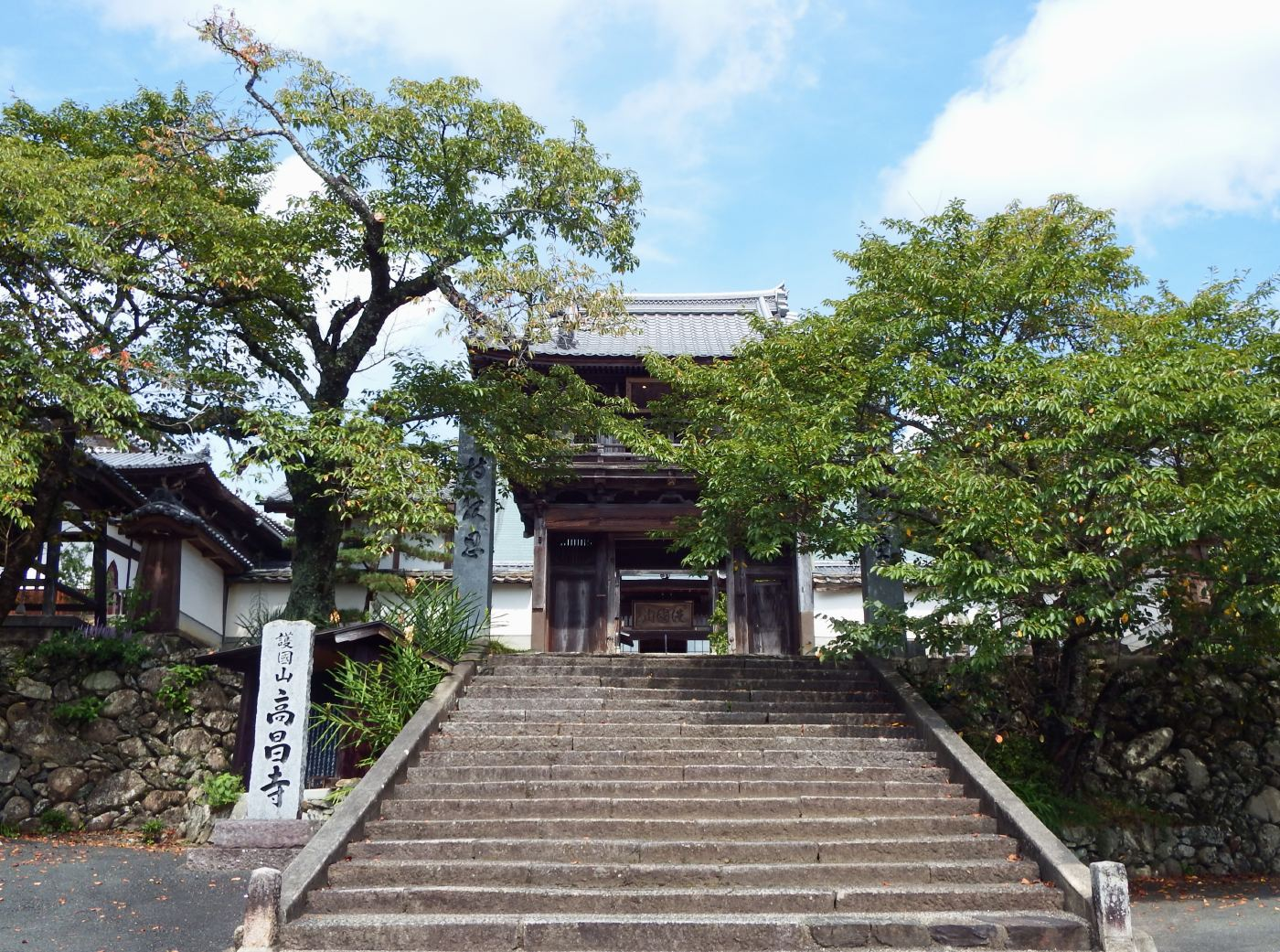
山門
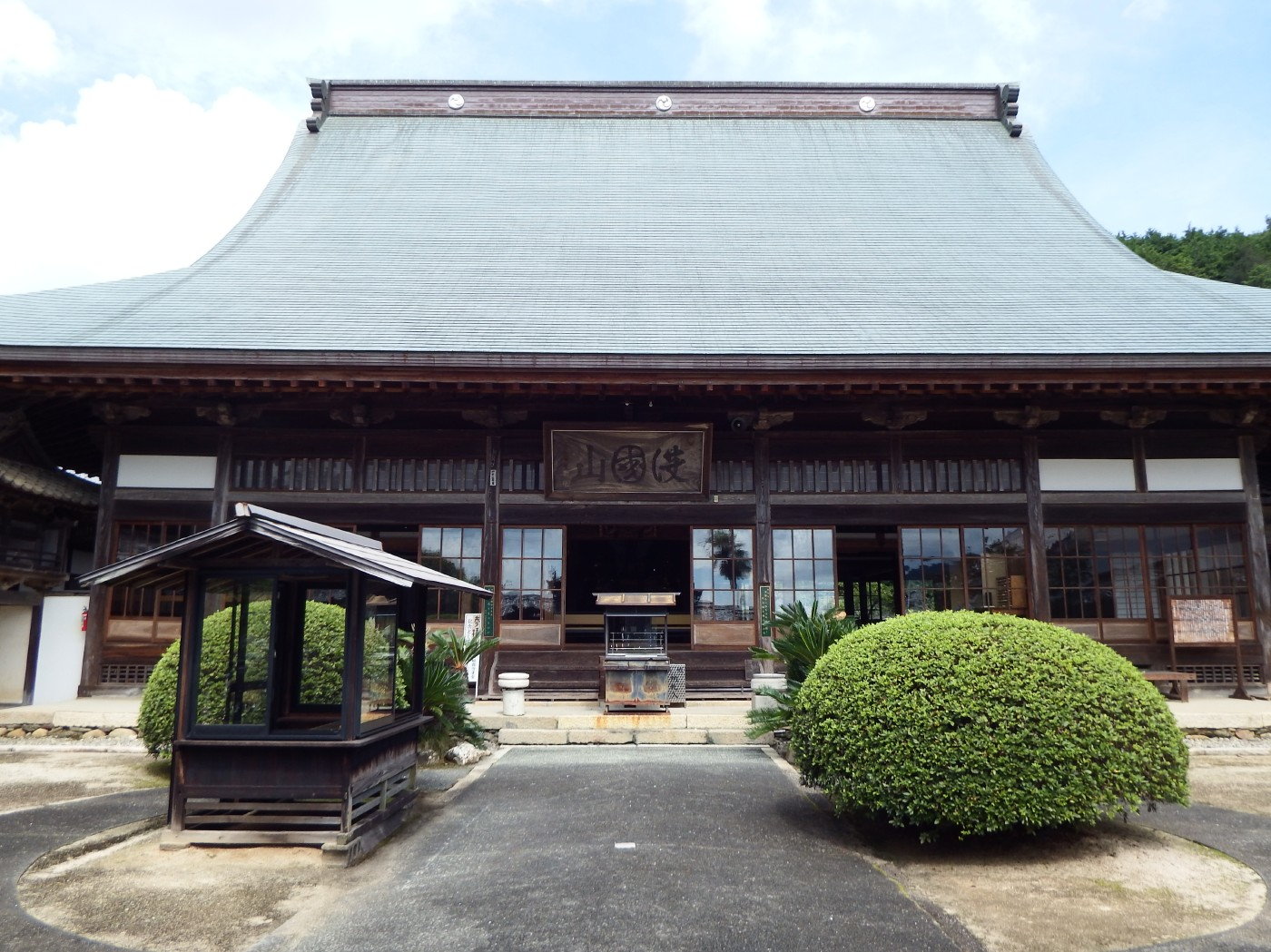
仏殿
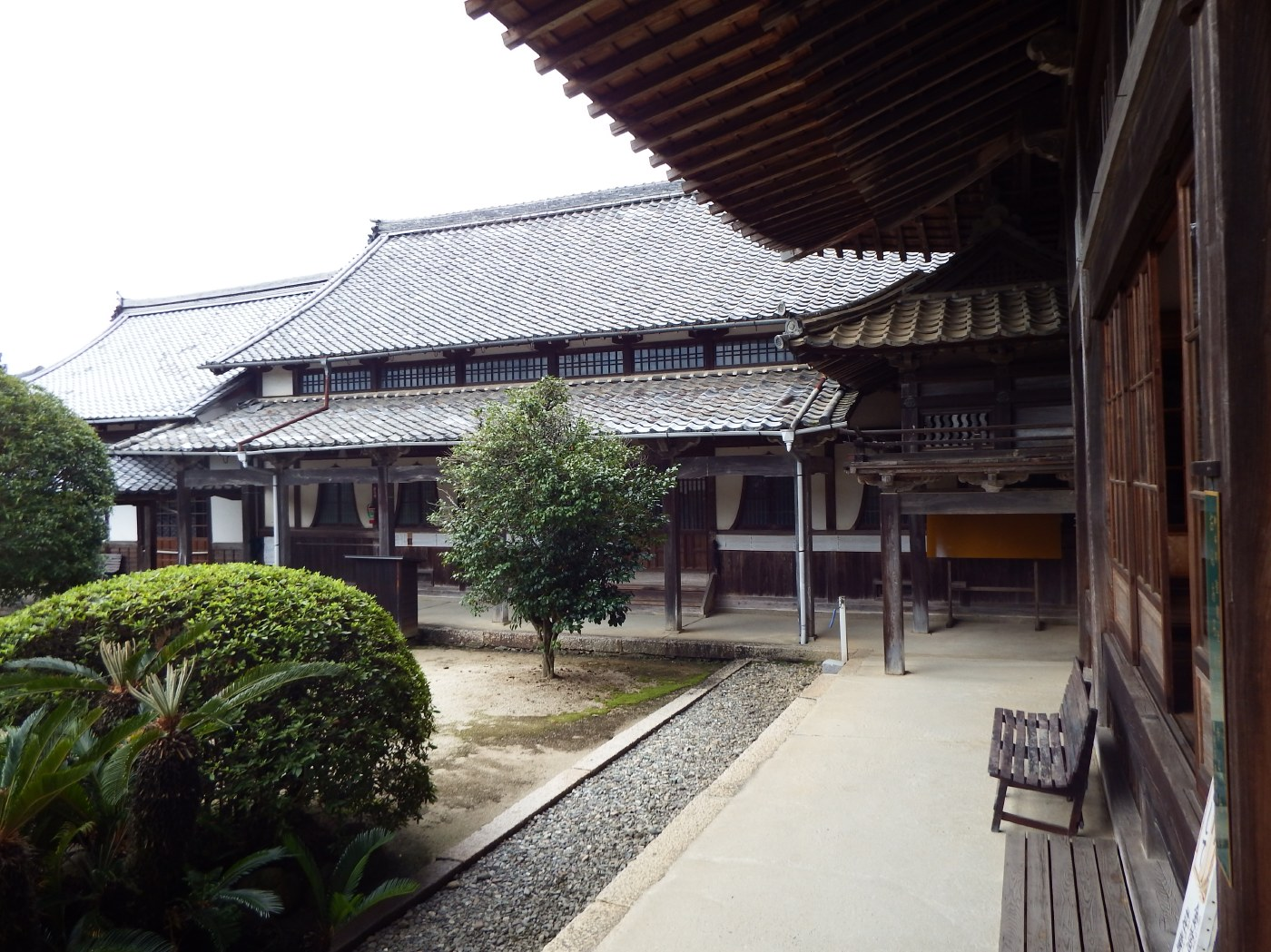
選仏場
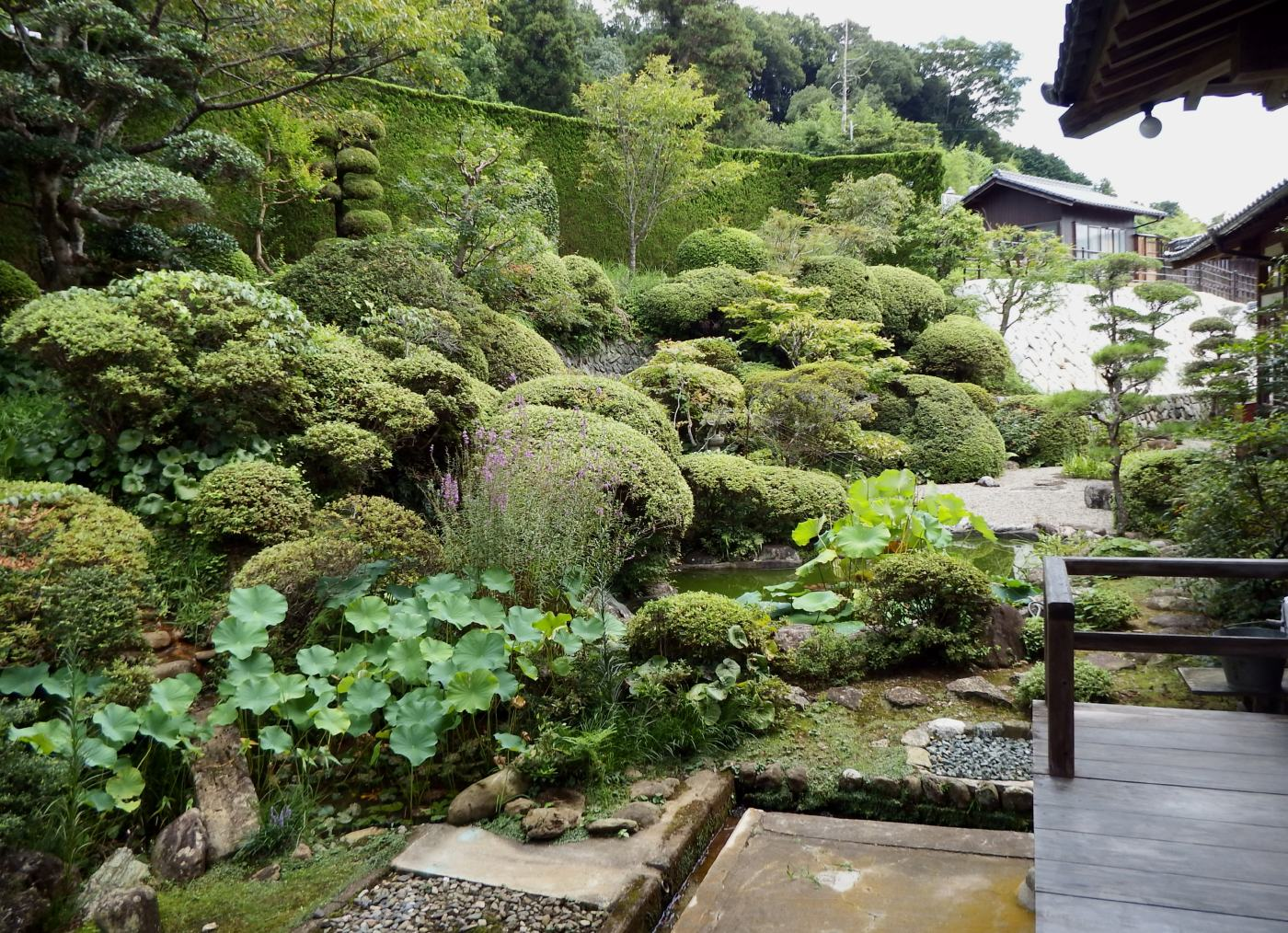
庭園
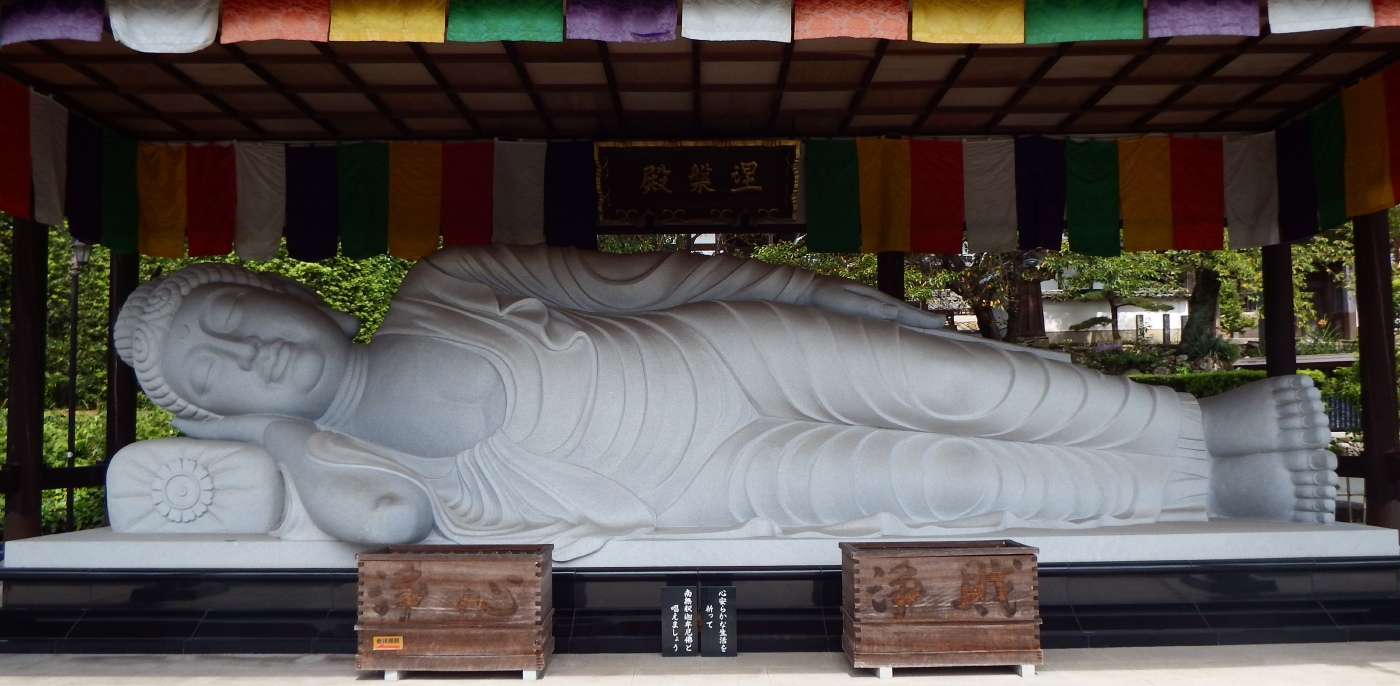
涅槃仏

- 駐車場：約30台

## 前後の札所
新四国曼荼羅霊場
49番 伊豫稲荷神社 -  50番 高昌寺 - 51番 龍澤寺

## 周辺
- 八日市護国地区（国の重要伝統的建造物群保存地区）：木蝋の上芳我邸（重要文化財）や内子座のある町家や豪商の屋敷などの伝統的な建築物群がみられる。

## 文化財
- 町指定有形文化財[1]
  - 本堂
  - 山門
  - 中雀門及び廻廊
  - 位牌堂
  - 坐禅堂